# NGC 7486
NGC 7486 је двојна звезда у сазвежђу Пегаз која се налази на NGC листи објеката дубоког неба.
Деклинација објекта је + 34° 6' 8" а ректасцензија 23h 6m 13,4s. Привидна величина (магнитуда) објекта NGC 7486 износи 13,2.